# Вайц, Георг
Георг Вайц (нем. Georg Waitz; 9 октября 1813, Фленсбург, Шлезвиг-Гольштейн, Дания — 24 мая 1886, Берлин, Германия) — немецкий историк, президент Monumenta Germaniae Historica (1875—1886).

## Биография
В 1832 году поступил в Кильский университет, где изучал право и историю, затем продолжил обучение в Берлинском университете по классам философии и евангелической теологии. В 1836 году подготовил и защитил диссертацию под руководством прославленного Леопольда фон Ранке. В том же году был приглашён на должность ординарного профессора в Ганновер.
С 1842 года — профессор в Киле; тогда же по приглашению профессора Г. Г. Перца вошёл в состав коллектива Monumenta Germaniae Historica. После реорганизации редакционной коллегии в 1875 году возглавил это издание. До этого в 1849—1875 гг. профессор Гёттингенского университета. Считается основоположником так называемой «гёттингенской исторической школы», ставившей перед собой задачу разработки методов критики исторического источника и их применения к материалу средневековой истории Германии. Среди его многочисленных учеников был, в частности, Г. Х. Гильдебранд и Август фон Друффель.
В 1848 году был избран в состав Франкфуртского парламента.
В 1842 году женился на Кларе Шеллинг, дочери философа Фридриха Вильгельма Шеллинга.

## Основные работы
- «История немецких государственных учреждений» (Deutsche Verfassungsgeschichte, 7 Bde., 1844—1878).
- «Памяти Якоба Гримма».
- Подготовил к изданию классический труд Фридриха Кристофа Дальманна «Источниковедение немецкой истории» (Quellenkunde der deutschen Geschichte (3.-5. Aufl., 1869—1883)).